# Newaars
Het Newaars, ook wel bekend als Newari of Nepalbhasa, is de taal van de Newah van Nepal. Het is een Sino-Tibetaanse taal en van deze taalfamilie is het een van de oudste, in geschreven vorm overgeleverde talen. Het oudste geschreven voorbeeld dateert van 901. De taal telt in Nepal 850.000 sprekers.